# Фаулхаберова формула
Фаулхаберова формула представља суму:
{\displaystyle \sum _{k=1}^{n}k^{p}=1^{p}+2^{p}+3^{p}+\cdots +n^{p}}
Добила је име по немачком математичару Јохану Фаулхаберу. Формула се може представити преко Бернулијевих бројева као:
{\displaystyle \sum _{k=1}^{n}k^{m}={1 \over {m+1}}\sum _{k=0}^{m}{m+1 \choose {k}}B_{k}\;n^{m+1-k}}

## Примери
{\displaystyle 1+2+3+\cdots +n={n(n+1) \over 2}={n^{2}+n \over 2}}
{\displaystyle 1^{2}+2^{2}+3^{2}+\cdots +n^{2}={n(n+1)(2n+1) \over 6}={2n^{3}+3n^{2}+n \over 6}}
{\displaystyle 1^{3}+2^{3}+3^{3}+\cdots +n^{3}=\left({n^{2}+n \over 2}\right)^{2}={n^{4}+2n^{3}+n^{2} \over 4}}
{\displaystyle 1^{4}+2^{4}+3^{4}+\cdots +n^{4}={6n^{5}+15n^{4}+10n^{3}-n \over 30}}
{\displaystyle 1^{5}+2^{5}+3^{5}+\cdots +n^{5}={2n^{6}+6n^{5}+5n^{4}-n^{2} \over 12}}
{\displaystyle 1^{6}+2^{6}+3^{6}+\cdots +n^{6}={6n^{7}+21n^{6}+21n^{5}-7n^{3}+n \over 42}}

## Доказ
Дефинишемо ли суму
{\displaystyle S_{p}(n)=\sum _{k=1}^{n}k^{p}.}
Тада је:
{\displaystyle S_{p}(1)=1}
{\displaystyle S_{p}(n+1)=S_{p}(n)+(n+1)^{p}.}
Покушајмо сада да {\displaystyle S_{p}(n)} изразимо у облику полинома:
{\displaystyle \sum _{k=0}^{\infty }a_{p,k}n^{k+1}}
Уврстимо ли то у други израз у овом поглављу добијамо:
{\displaystyle \sum _{k=0}^{\infty }a_{p,k}(n+1)^{k+1}=\sum _{k=0}^{\infty }a_{p,k}n^{k+1}+(n+1)^{p}}
Користимо биномну теорему, па следи:
{\displaystyle \sum _{k=0}^{\infty }a_{p,k}\left[\left(\sum _{j=0}^{k+1}{\binom {k+1}{j}}n^{j}\right)-n^{k+1}\right]=(n+1)^{p}}
{\displaystyle \sum _{k=0}^{\infty }a_{p,k}\sum _{j=0}^{k}{\binom {k+1}{j}}n^{j}=\sum _{j=0}^{\infty }{\binom {p}{j}}n^{j}.}
Двоструку суму на левој  страни преуредимо узимајући у обзир j≤k:
{\displaystyle \sum _{j=0}^{\infty }n^{j}\sum _{k=j}^{\infty }{\binom {k+1}{j}}a_{p,k}=\sum _{j=0}^{\infty }{\binom {p}{j}}n^{j}.}
и коначно се добија:
{\displaystyle \sum _{k=j}^{\infty }{\binom {k+1}{j}}a_{p,k}={\binom {p}{j}}.}
Десна страна је једнака нули за j>p, па је онда {\displaystyle a_{p,k}=0} за k>p.  Обе стране једначине множимо са j!, па уз коришћење Поххамеровога симбола вреди:
{\displaystyle \sum _{k=j}^{p}(k+1)_{j}a_{p,k}=(p)_{j}}
{\displaystyle \sum _{k=j}^{p}(k+1)_{t}(k+1-t)_{j-t}a_{p,k}=(p)_{t}(p-t)_{j-t}}
Супституцијом k=k'+t и преуређењем добија се:
{\displaystyle \sum _{k'=j-t}^{p-t}(k'+1)_{j-t}\left[{\frac {(k'+t+1)_{t}}{(p)_{t}}}a_{p,k'+t}\right]=(p-t)_{j-t}.}
односно:
{\displaystyle {\frac {(k'+t+1)_{t}}{(p)_{t}}}a_{p,k'+t}=a_{p-t,k'}.}
За k'=0 је:
{\displaystyle a_{p,t}={\frac {(p)_{t}}{(t+1)_{t}}}a_{p-t,0}={\binom {p}{t}}{\frac {a_{p-t,0}}{t+1}}.}
а то управо одговара Бернулијевим бројевима, тако да коначно добијамо:
{\displaystyle \sum _{k=1}^{n}k^{p}=\sum _{j=0}^{p}{\binom {p}{j}}{\frac {B_{p-j}}{j+1}}n^{j+1}}

## Веза са Бернулијевим полиномима
{\displaystyle \sum _{k=1}^{n}k^{p}={\frac {B_{p+1}(n+1)-B_{p+1}(0)}{p+1}},}
а ту су {\displaystyle B_{p}(x)} Бернулијеви полиноми.

## Фаулхаберови полиноми
Фаулхабер је уочио да у случају непарнога p сума
{\displaystyle 1^{p}+2^{p}+3^{p}+\cdots +n^{p}}
представља полином од 
{\displaystyle a=1+2+3+\cdots +n={\frac {n(n+1)}{2}}.}
Тако је нпр:
{\displaystyle 1^{3}+2^{3}+3^{3}+\cdots +n^{3}=a^{2};}
{\displaystyle 1^{5}+2^{5}+3^{5}+\cdots +n^{5}={4a^{3}-a^{2} \over 3};}
{\displaystyle 1^{7}+2^{7}+3^{7}+\cdots +n^{7}={12a^{4}-8a^{3}+2a^{2} \over 6};}
{\displaystyle 1^{9}+2^{9}+3^{9}+\cdots +n^{9}={16a^{5}-20a^{4}+12a^{3}-3a^{2} \over 5};}
{\displaystyle 1^{11}+2^{11}+3^{11}+\cdots +n^{11}={32a^{6}-64a^{5}+68a^{4}-40a^{3}+10a^{2} \over 6}.}